# Резолюция Совета Безопасности ООН 1203
Резолюция Совета Безопасности ООН 1203 — резолюция Совета Безопасности ООН, принятая 24 октября 1998 года, после подтверждения резолюций 1160 (1998) и 1199 (1998) по Косово. Совет Безопасности потребовал, чтобы Союзная Республика Югославия (Сербия и Черногория) выполнила соблюдала резолюции Совета Безопасности и сотрудничала с контрольными миссиями НАТО и Организации по безопасности и сотрудничеству в Европе (ОБСЕ) в Косово.
Резолюция была вызвана резней в Горне Обрине.
16 октября 1998 года в Белграде было подписано соглашение между Сербией и Черногорией и ОБСЕ, предусматривающее создание контрольной миссии в Косово, а воздушное патрулирование Косово были согласовано накануне. Генеральный секретарь Кофи Аннан должен был направить миссию в Союзную Республику Югославия для оценки ситуации на местах в Косово.

## Содержание
Совет Безопасности заявил, что конфликт в Косово должен быть урегулирован мирным путем и что этой территории должна быть предоставлена большая автономия и разумное самоуправление. Между тем насилие, террор и поставки оружия, а также подготовка террористов в Косово для достижения политических целей были осуждены. Также была выражена обеспокоенность тем, что независимые средства массовой информации в Союзной Республике Югославия были закрыты в дополнение к надвигающейся гуманитарной катастрофе в Косово.
Рассматривая конфликт как угрозу международному миру и безопасности и действуя в соответствии с главой VII Устава Организации Объединенных Наций, резолюция требовала от Сербии и Черногории незамедлительного и полного соблюдения соглашений с НАТО и ОБСЕ. Руководство косовских албанцев также должно было соблюдать соглашения и предыдущие резолюции Совета Безопасности. Обе стороны также были призваны к диалогу по урегулированию кризиса и сотрудничеству с международным сообществом для улучшения гуманитарной ситуации. Косовские албанцы были вынуждены отказаться от террора и мирно преследовать свои цели, также было подтверждено, что все беженцы имеют право вернуться домой.
Наконец, было заявлено, что любые преступления, совершенные против населения, должны расследоваться Международным трибуналом по бывшей Югославии, и для этого была запрошена международная помощь.
Резолюция 1203 была принята 13 голосами против при двух воздержавшихся от Китая и России, которые выступали против применения силы. Китай также был против резолюции, которая будет оказывать давление на внутренние дела Союзной Республики Югославия, а Россия заявила, что в резолюции не учтены положительные реформы, принятые в Белграде.